# Anne de York, Ducesă de Exeter
Anne de York, Ducesă de Exeter, numită și Anne Plantagenet (n. 10 august 1439, Fotheringhay⁠(d), North Northamptonshire⁠(d), Anglia, Regatul Unit – d. 14 ianuarie 1476, Mechelen, Senioria Mechelen, Belgia), a fost primul copil al lui Richard Plantagenet, al III-lea Duce de York și Cecily Neville. Astfel, ea a fost sora cea mai mare a regilor Edward al-IV-lea (1461-1483) și Richard al III-lea (1483-1485) și a lui Edmund, Conte de Rutland, Elisabeta de York, Ducesă de Suffolk, Margareta, Ducesă de Burgundia și a lui George Plantagenet, primul Duce de Clarence. 

## Căsătorii și copii
Anne s-a căsătorit de două ori și a divorțat de primul ei soț. 

### Prima căsătorie

Stema lui Henry Holland, al 3-lea duce de Exeter: Anglia, o bordură cu Franța

În 1447, la vârsta de opt ani, Anne a fost căsătorită cu Henry Holland, al 3-lea Duce de Exeter (1430-1475). În timpul Războiului celor Două Roze, Exeter s-a aliat cu Casa de Lancaster împotriva familiei soției sale, Casa de York. Exeter a fost comandant la marile victorii lancastriene la Bătălia de la Wakefield și la a doua Bătălie de la St. Albans. De asemenea, el a fost comandant la înfrângerea lancastrienilor la bătălia de la Towton. A fugit în Regatul Scoției după luptă, apoi s-a alăturat Margaretei de Anjou în exilul ei în Franța, regina consoartă a regelui lancastrian Henric al VI-lea. La 4 martie 1461, fratele mai mic al Annei, Eduard, Duce de York, a fost declarat la Londra regele Eduard al IV-lea. Exeter a fost condamnat la moarte, dar noul rege i-a dat moșiile lui Anne și dreptul la moștenire fiicei lor, Anne Holland. Anne și Exeter s-au separat în 1464 și au divorțat în 1472. În timpul restaurării lui Henric al VI-lea, Anne a rămas loială fratelui său Edward și, în ceea ce pare a fi fost singura ei intervenție în politică, a lucrat din greu pentru a-l convinge pe fratele ei, George, Duce de Clarence, să abandoneze cauza lancastriană. Dacă nu chiar hotărâtoare, argumentele ei au avut cu siguranță un anumit efect și astfel ea a jucat un rol în restaurarea lui Eduard. 
Cu Ducele de Exeter, Anne a avut o fiică, Anne Holland (1461 - între 26 august 1467 și 6 iunie 1474), care s-a căsătorit în octombrie 1466 la Palatul Greenwich cu Thomas Grey, primul Marchiz de Dorset, fiul lui Elizabeth Woodville (ulterior regina lui Eduard al IV-lea) cu primul ei soț. Lady Dorset a murit cândva între 26 august 1467 și 6 iunie 1474 fără copii. Ulterior, Grey s-a căsătorit cu Cecily Bonville, a 7-a Baronesă Harington, o altă tânără moștenitoare bogată, cu care a avut copii.

### A doua căsătorie

Stema lui St Leger

Anne s-a căsătorit pentru a doua oară în circa 1474 cu Thomas St. Leger (c.   1440 – 1483), loial cumnatului său, regele Eduard al IV-lea (1461-1483). Thomas a luat parte la tentativa de rebeliune a Ducelui de Buckingham împotriva fratelui mai mic al regelui Eduard și eventual succesor, regele Richard al III-lea (1483-1485), pentru eșecul căreia a fost executat în 1483. Dar Regele Eduard al IV-lea extinsese în 1467 dreptul la majoritatea pământurilor fostului Duce de Exeter către sora sa Anne și orice moștenitori ai corpului ei. Astfel, dacă Anne se recăsătorea, viitorii copii puteau moșteni averea ei. 
Anne a murit dând naștere singurei sale fiice cu Thomas, Anne St. Leger (14 ianuarie 1476 – 21 aprilie 1526), care a devenit astfel moștenitoarea moșiilor primului soț al mamei sale, Henry Holland. S-a căsătorit cu George Manners, al 11-lea Baron de Ros și a fost mama favoritului regal Thomas Manners, primul Conte de Rutland. 

## Deces și înmormântare
Anne a murit și a fost înmormântată pe 1 februarie 1476 în St. Leger Chantry, care formează transeptul nordic al Capelei Sf. Gheorghe de la Castelul Windsor, fondată în 1481 de soțul ei, „cu doi preoți cântând pentru totdeauna”. Ulterior, această secțiune a fost numită Rutland Chantry în onoarea ginerelui său, George Manners, al 11-lea Baron de Ros (a cărui efigie, alături de cea a soției sale, Anne St Leger, se află aici), tatăl lui Thomas Manners, primul Conte de Rutland . O placă de aramă monumentală în amintirea Annei de York și a soțului ei, Sir Thomas St Leger, este amplasată pe peretele de est și este înscrisă astfel: 
 „Wythin thys Chappell lyethe beryed Anne Duchess of Exetur suster unto the noble kyng Edward the forte. And also the body of syr Thomas Sellynger knyght her husband which hathe funde within thys College a Chauntre with too prestys sy’gyng for ev’more. On whose soule god have mercy. The wych Anne duchess dyed in the yere of oure lorde M Thowsande CCCCl xxv” 

## Genealogie
|  |                                                       |  |  |  |  |  |  |  |  |  |  |  |  |  |  |  |
|  | 8. Edmund de Langley, primul Duce de York             |  |  |  |  |  |  |  |  |  |  |  |  |  |  |  |
|  |                                                       |  |  |  |  |  |  |  |  |  |  |  |  |  |  |  |
|  |                                                       |  |  |  |  |  |  |  |  |  |  |  |  |  |  |  |
|  | 4. Richard de Conisburgh, al 3-lea Conte de Cambridge |  |  |  |  |  |  |  |  |  |  |  |  |  |  |  |
|  |                                                       |  |  |  |  |  |  |  |  |  |  |  |  |  |  |  |
|  |                                                       |  |  |  |  |  |  |  |  |  |  |  |  |  |  |  |
|  | 9. Isabella de Castile                                |  |  |  |  |  |  |  |  |  |  |  |  |  |  |  |
|  |                                                       |  |  |  |  |  |  |  |  |  |  |  |  |  |  |  |
|  |                                                       |  |  |  |  |  |  |  |  |  |  |  |  |  |  |  |
|  | 2. Richard de York, al 3-lea Duce de York             |  |  |  |  |  |  |  |  |  |  |  |  |  |  |  |
|  |                                                       |  |  |  |  |  |  |  |  |  |  |  |  |  |  |  |
|  |                                                       |  |  |  |  |  |  |  |  |  |  |  |  |  |  |  |
|  | 10. Roger Mortimer, al 4-lea Conte de March           |  |  |  |  |  |  |  |  |  |  |  |  |  |  |  |
|  |                                                       |  |  |  |  |  |  |  |  |  |  |  |  |  |  |  |
|  |                                                       |  |  |  |  |  |  |  |  |  |  |  |  |  |  |  |
|  | 5. Anne de Mortimer                                   |  |  |  |  |  |  |  |  |  |  |  |  |  |  |  |
|  |                                                       |  |  |  |  |  |  |  |  |  |  |  |  |  |  |  |
|  |                                                       |  |  |  |  |  |  |  |  |  |  |  |  |  |  |  |
|  | 11. Alianore Holland                                  |  |  |  |  |  |  |  |  |  |  |  |  |  |  |  |
|  |                                                       |  |  |  |  |  |  |  |  |  |  |  |  |  |  |  |
|  |                                                       |  |  |  |  |  |  |  |  |  |  |  |  |  |  |  |
|  | 1. Anne de York, Ducesă de Exeter                     |  |  |  |  |  |  |  |  |  |  |  |  |  |  |  |
|  |                                                       |  |  |  |  |  |  |  |  |  |  |  |  |  |  |  |
|  |                                                       |  |  |  |  |  |  |  |  |  |  |  |  |  |  |  |
|  | 12. John Neville, al 3-lea Baron Neville de Raby      |  |  |  |  |  |  |  |  |  |  |  |  |  |  |  |
|  |                                                       |  |  |  |  |  |  |  |  |  |  |  |  |  |  |  |
|  |                                                       |  |  |  |  |  |  |  |  |  |  |  |  |  |  |  |
|  | 6. Ralph Neville, primul Conte de Westmorland         |  |  |  |  |  |  |  |  |  |  |  |  |  |  |  |
|  |                                                       |  |  |  |  |  |  |  |  |  |  |  |  |  |  |  |
|  |                                                       |  |  |  |  |  |  |  |  |  |  |  |  |  |  |  |
|  | 13. Maud Percy                                        |  |  |  |  |  |  |  |  |  |  |  |  |  |  |  |
|  |                                                       |  |  |  |  |  |  |  |  |  |  |  |  |  |  |  |
|  |                                                       |  |  |  |  |  |  |  |  |  |  |  |  |  |  |  |
|  | 3. Cecily Neville                                     |  |  |  |  |  |  |  |  |  |  |  |  |  |  |  |
|  |                                                       |  |  |  |  |  |  |  |  |  |  |  |  |  |  |  |
|  |                                                       |  |  |  |  |  |  |  |  |  |  |  |  |  |  |  |
|  | 14. John de Gaunt, primul Duce de Lancaster           |  |  |  |  |  |  |  |  |  |  |  |  |  |  |  |
|  |                                                       |  |  |  |  |  |  |  |  |  |  |  |  |  |  |  |
|  |                                                       |  |  |  |  |  |  |  |  |  |  |  |  |  |  |  |
|  | 7. Joan Beaufort                                      |  |  |  |  |  |  |  |  |  |  |  |  |  |  |  |
|  |                                                       |  |  |  |  |  |  |  |  |  |  |  |  |  |  |  |
|  |                                                       |  |  |  |  |  |  |  |  |  |  |  |  |  |  |  |
|  | 15. Katherine Swynford                                |  |  |  |  |  |  |  |  |  |  |  |  |  |  |  |
|  |                                                       |  |  |  |  |  |  |  |  |  |  |  |  |  |  |  |
|  |                                                       |  |  |  |  |  |  |  |  |  |  |  |  |  |  |  |